# Eevansaari (ö i Södra Savolax)
Eevansaari är en ö i Finland. Den ligger i sjön Puruvesi och i kommunen Nyslott i den ekonomiska regionen  Nyslott  och landskapet Södra Savolax, i den sydöstra delen av landet, 300 km nordost om huvudstaden Helsingfors. Öns area är 16,3 hektar och dess största längd är 0,6 kilometer i sydöst-nordvästlig riktning.